# Chrysochraon
Chrysochraon is een geslacht van rechtvleugeligen uit de familie veldsprinkhanen (Acrididae). De wetenschappelijke naam van dit geslacht is voor het eerst geldig gepubliceerd in 1853 door Fischer.

## Soorten
Het geslacht Chrysochraon omvat de volgende soorten:
- Chrysochraon amurensis Mishchenko, 1986
- Chrysochraon beybienkoi Galvagni, 1968
- Chrysochraon dispar Germar, 1834